# Heminocloa
Heminocloa là một chi bướm đêm thuộc họ Noctuidae.

## Các loài
- Heminocloa mirabilis (Neumoegen, 1884)